# Kotlik
Kotlik ist ein Ort mit dem Status einer City in der Kusilvak Census Area in Alaska. Das U.S. Census Bureau hatte bei der Volkszählung 2020 eine Einwohnerzahl von 655 ermittelt. Das Eskimo-Dorf liegt im Yupik-Sprachenraum.

## Geographie
Kotlik befindet sich im Westen von Alaska im Norden des Yukon-Kuskokwim-Deltas. Der Ort liegt am „Apoon Pass“, eine Wasserstraße, die vom „Kwikpak Pass“, einem rechten Mündungsarm des Yukon River, nach Norden abzweigt und zur Pastol Bay führt. Kotlik ist etwa 10 Kilometer vom Meer entfernt. Der Ort liegt wenige Meter über dem Meeresspiegel im Schutzgebiet Yukon Delta National Wildlife Refuge. Kotlik verfügt über einen Flugplatz. Der nächstgelegene Ort ist Emmonak, etwa 55 km westsüdwestlich.

## Geschichte
Der Ort wurde erstmals während des Zensus im Jahr 1880 berücksichtigt. Vor dem Kauf von Alaska im Jahr 1867 durch die Vereinigten Staaten war die russisch-orthodoxe Kirche in Kotlik präsent und errichtete einen Friedhof. Es gab in der Folge Nachfahren mit sowohl russischer als auch indianischer Abstammung. Als Mitte der 1960er Jahre eine Schule eingerichtet wurde, zogen die Einwohner der benachbarten Dörfer Channiliut, Hamilton, Bill Moore’s Slough und Pastolaik nach Kotlik. Aufgrund seiner leichten Erreichbarkeit für größere Flussboote entwickelte sich Kotlik zu einem größeren Hafen und Handelszentrum am unteren Yukon River. 1970 erhielt der Ort den Status einer „City“. In den Folgejahren kam es immer wieder zu Überflutungen des Ortes, auch durch kleinere Tsunamis. Die Bevölkerung praktiziert weiterhin ihre Traditionen und Bräuche mit Fischen, Fallenstellen und Subsistenzwirtschaft. Aus Naturprodukten werden Kleider und Kunstgegenstände fabriziert.

## Demografie
Zum Zeitpunkt der Volkszählung im Jahre 2020 (U.S. Census 2020) hatte Kotlik 655 Einwohner auf einer Landfläche von 7,75 km². Von den Einwohnern waren einer weiß sowie 653 amerikanisch-indianischer Abstammung.
Beim Zensus im Jahr 2000 wurden 591 Einwohner gezählt, 2010 waren es 577.